# Nino Lombardo
Nino Lombardo, all'anagrafe Antonino Lombardo (Paternò, 14 luglio 1927 – Catania, 7 ottobre 2018), è stato un politico italiano.

## Biografia
Laureato in giurisprudenza ed esponente della Democrazia Cristiana, è stato deputato all'Assemblea Regionale Siciliana per tre legislature, rimanendo in carica dal 1963 al 1976.
Più volte assessore e vicesindaco al comune di Paternò, è stato deputato alla Camera per cinque legislature consecutive (VII, VIII, IX, X e XI), rimanendo in carica dal 1976 al 1994.
Nel 2009 ha pubblicato il libro Dai normanni ai democristiani – Storia di un gruppo dirigente: Paternò 1943–1993.
In occasione delle elezioni amministrative dell'11 giugno 2017 si è candidato alla carica di sindaco di Paternò con la lista civica "Nino Lombardo Sindaco", con cui ha ottenuto l'1,44% dei voti.
È morto il 7 ottobre 2018 all'età di 91 anni a Catania, dove da giorni era ricoverato presso una clinica per uno scompenso cardiaco.